# Barbara Czaplicka
Barbara Czaplicka z domu Janiszowska (ur. 22 listopada 1948 w Warszawie) – polska lekarka i samorządowiec, posłanka na Sejm VI i VII kadencji.

## Życiorys
Ukończyła studia na Wydziale Lekarskim Akademii Medycznej w Warszawie. Specjalizowała się w pediatrii, uzyskując w tym zawodzie ponad trzydziestoletnie doświadczenie. W trakcie swojej kariery zawodowej objęła m.in. stanowisko kierownika niepublicznego zakładu opieki zdrowotnej w Komorowie. W okresie PRL była założycielką NSZZ „Solidarność” Służby Zdrowia w Grodzisku Mazowieckim. Związana także z samorządem lokalnym, była radną gminy Michałowice, następnie zaś m.in. w 2002 i 2006 uzyskiwała mandat radnej powiatu pruszkowskiego, objęła funkcję wiceprzewodniczącej rady powiatu.
W 2007 kandydowała bez powodzenia do Sejmu z listy Platformy Obywatelskiej w okręgu podwarszawskim, uzyskując 5763 głosy. Po złożeniu mandatu poselskiego przez Bronisława Komorowskiego uzyskała uprawnienie do jego objęcia. Ślubowanie poselskie złożyła 4 sierpnia 2010.
W wyborach z 9 października 2011 została ponownie wybrana na posłankę na Sejm z ramienia Platformy Obywatelskiej, otrzymując w okręgu podwarszawskim 8340 głosów. W 2015 nie ubiegała się o reelekcję.

## Życie prywatne
Jest córką Tadeusza i Haliny. Zamężna, ma czworo dzieci.